# Washington Senators (1901–60)

Primeiro logo da franquia Washington Senators.

O Washington Senators foi uma das oito primeiras equipes da American League. O clube foi fundado em Washington, D.C. em 1901 como Washington Senators. Em 1905, o time mudou seu nome oficial para Washington Nationals. O nome "Nationals" apareceu nos uniformes por apenas duas temporadas, e foi então substituído pelo logo com a letra "W" pelos próximos 52 anos. Entretanto, os nomes "Senators", "Nationals" e o mais curto "Nats" foram usados pelos fãs e mídia nos 60 anos seguintes; em 2005, os dois últimos nomes foram revividos pelo atual Washington Nationals que tinha previamente jogado em Montreal. Por um período, de 1911 até 1933, o Senators foram uma das franquias de mais sucesso na Major League Baseball. A equipe contava com os futuros membros do Baseball Hall of Fame Goose Goslin, Sam Rice, Joe Cronin, Bucky Harris, Heinie Manush e um dos maiores jogadores e arremessador de todos os tempos, Walter Johnson. Mas o Senators são mais lembrados por seus muitos anos de mediocridade e futilidade, incluindo seis anos em último lugar nos anos 1940 e 1950. Joe Judge, Cecil Travis, Buddy Myer, Roy Sievers e Eddie Yost foram outros jogadores notáveis do Senators cujas carreiras se passaram na obscuridade devido à falta de sucesso da equipe.

## Um início difícil para a franquia
Quando a American League se auto declarou uma grande liga em 1901, a nova liga moveu a franquia do Kansas City para Washington, uma cidade que tinha sido abandonada pela mais antiga National League um ano antes. O novo clube de Washington, foi chamado de "Senators" (a segunda de três franquias a deter o nome).
O Senators começou sua história perdendo de maneira consistente, às vezes tão inepto que o colunista do San Francisco Chronicle, Charley Dryden cunhou a famosa piada, "Washington: primeiro na guerra, primeiro na paz e último na Liga Americana," uma brincadeira com o famoso elogio de  Henry Lee III ao Presidente George Washington: "Primeiro na guerra, primeiro na paz, e primeiro no coração de seus compatriotas". Na temporada de 1904, o Senators perdeu 113 jogos, e na temporada seguinte os proprietários do time, tentando um recomeço, mudaram o nome da equipe para  "Nationals" (e ocasionalmente o apelidando de "Nats"). Entretanto, o nome "Senators" permanecia amplamente usado pelos fãs e jornalistas — de fato, os dois nomes eram usados indiferentemente — embora "Nats" tenha permanecido como o apelido do time. O nome Senators foi oficialmente restabelecido em 1956.

## A chegada do "Big Train"
O clube continuou perdendo, apesar da adição do talentoso arremessador de 19 anos Walter Johnson em 1907. Criado na zona rual de Kansas,  Johnson era um homem alto e magro com braços longos que arremessa a bola mais rápido do que qualquer um já visto. Em 1910 Johnson eliminou por strike 313 rebatedores, teve média de corridas limpas de 1.36 e venceu 25 jogos. Em seus 21 anos de carreira o membro do Hall of Fame,  Johnson, apelidado de "Big Train", venceu 417 jogou e eliminou por strike 3.508 rebatedores, um reorde das grandes ligas que durou mais e 50 anos.

## Novo estádio, novo treinador

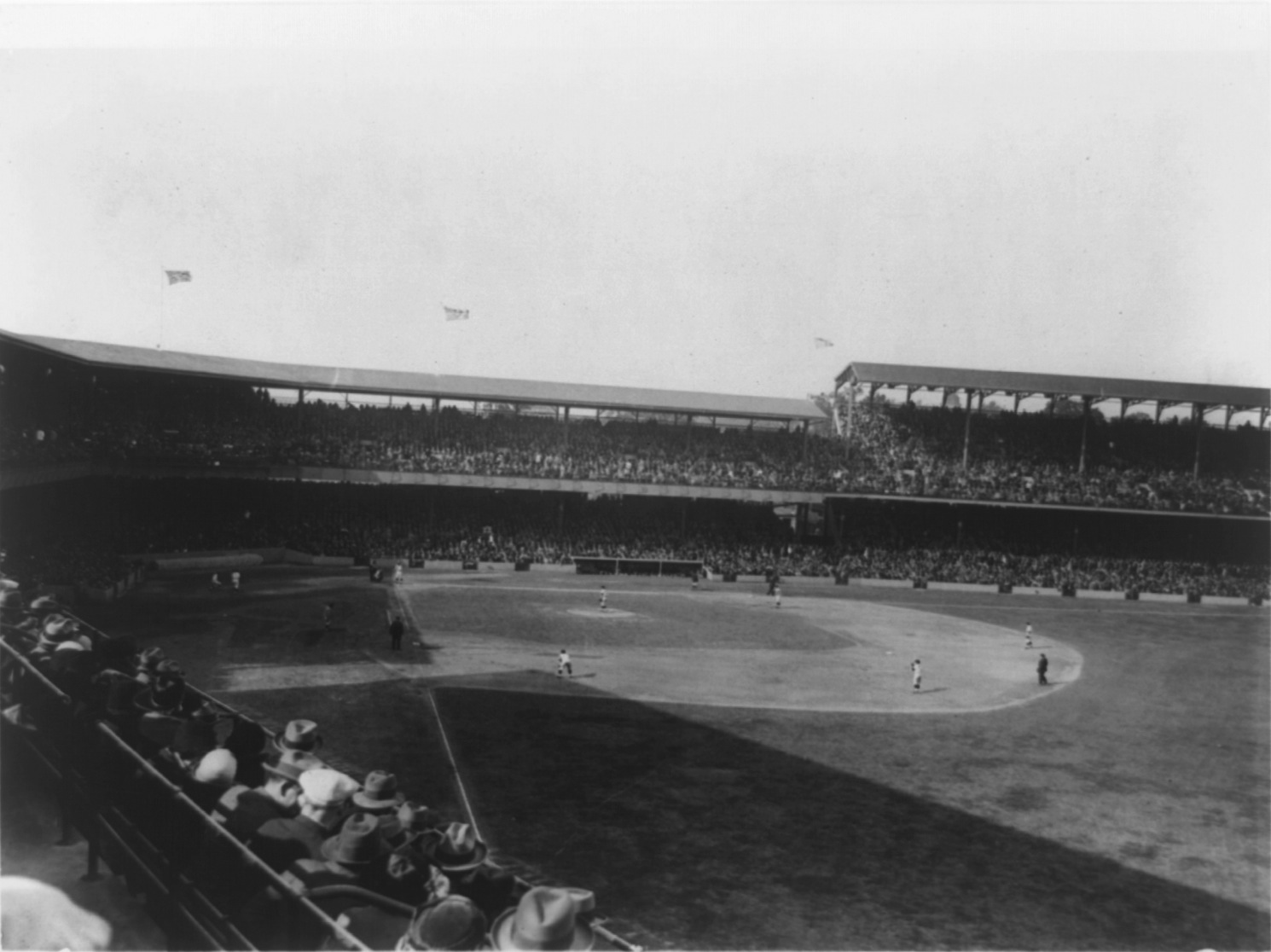
Griffith Stadium.

Em 1911, o estádio feito de madeira do Senators foi destruído em um incêndio e foi substituído por uma estrutura moderna de concreto e aço no mesmo local. Chamado inicialmente de National Park, foi posteriormente renomeado para Griffith Stadium, em homenagem ao homem que foi nomeado treinador em 1912 e cujo nome se tornou quase sinônimo do clube: Clark Griffith. Uma estrela nos arremessos com o time da National League, Chicago Colts nos anos 1890, Griffith foi para a AL em 1901 e se tornou treinador de sucesso no Chicago White Sox e no New York Highlanders. Walter Johnson desabrochou em 1911 com 25 vitórias, embora o Senators ainda terminasse a temporada em sétimo lugar. Em 1912, o Senators melhorou drasticamente, quando a equipe de arremessadores liderou a liga em média de corridas limpas e em  strikeouts. Johnson venceu 33 jogos enquanto o companheiro de equipe Bob Groom anotou outras 24 vitórias ajudando o Senators a terminar a temporada em segundo lugar atrás do Boston Red Sox. O Senators continuou a se apresentar respeitavelmente em 1913 e com Johnson conseguindo 35 vitórias, a equipe terminou novamente em segundo lugar, desta vez atrás do Philadelphia Athletics. Em 1916 o Senators caiu novamente na mediocridade. Griffith, frustrado com os proprietários, em 1910 demitiu-se como treinador um ano depois para se concentrar em suas funções como presidente da equipe.

## 1924: Campeões mundiais
Em 1924, Griffith nomeou o segunda base de 27 anos, Bucky Harris, como jogador-treinador. Liderados pelas rebatidas de Goose Goslin e  Sam Rice, e uma sólida equipe de arremessadores liderados por Johnson, agora com 36 anos, o Senators conseguiu sua primeira flâmula da American League, dois jogos à frente do New York Yankees de Babe Ruth.

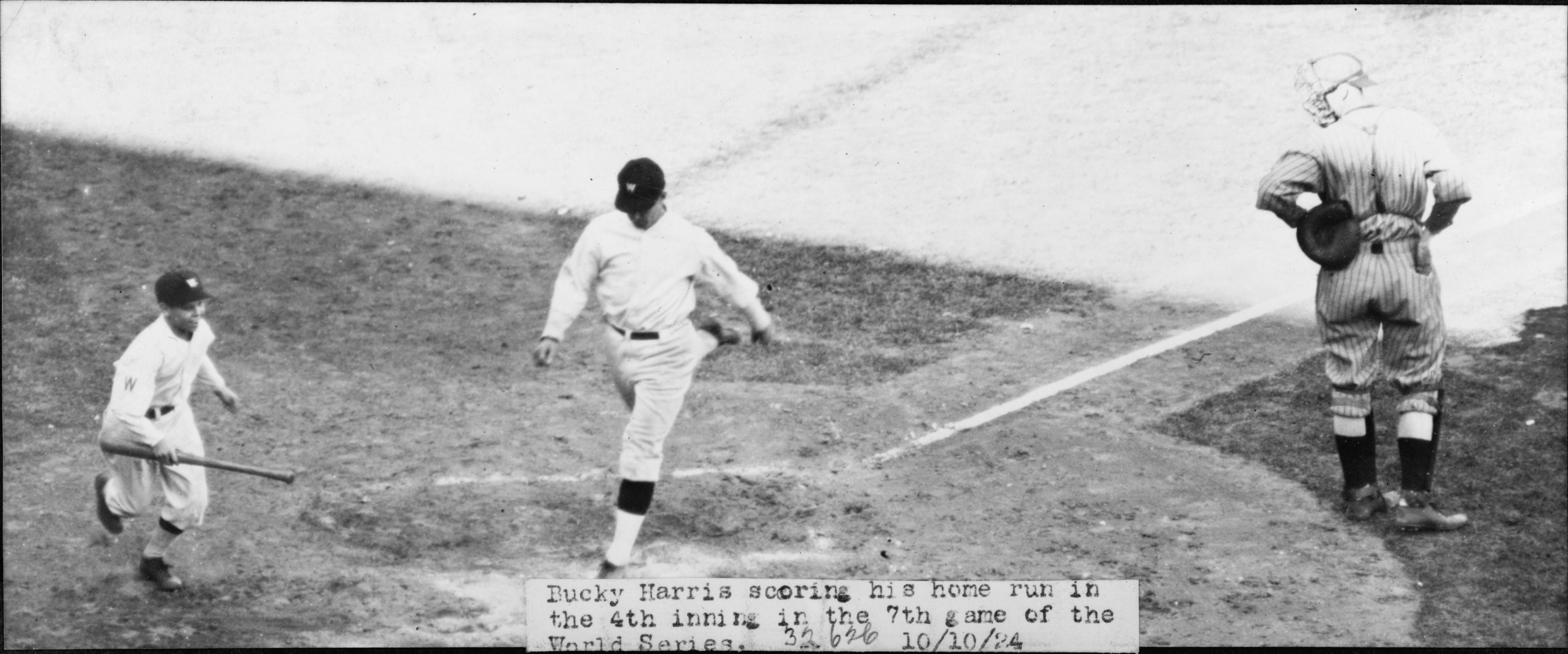
Bucky Harris do Washington anota corrida após rebater seu home run na quarta entrada do Jogo 7 da World Series de 1924.

O Senators encararam o New York Giants de John McGraw na World Series de 1924. Apesar de  Johnson ter perdido seus jogos como titular, o Senators manteve o passo para empatar a Série em 3 jogos cada e forçaram o Jogo 7. O Senators ficou atrás do Giants no placar em 3-1 na oitava entrada do Jogo 7, quando Bucky Harris rebateu bola rasteira que atingiu uma pedra e saltou por cima do terceira base Freddie Lindstrom. Dois corredores anotaram corridas na jogada, empatando o jogo em três corridas. Na nona entrada com o jogo empatado em 3–3, Harris mandou ao montinho um envelhecido Johnson para arremessar com apenas um dia de descanso – ele tinha sido o arremessador perdedor no Jogo Game 5. Johnson manteve o Giants sem anotar corridas nas entradas extras. Na parte baixa da 12ª entrada, Muddy Ruel rebateu uma foul ball para o alto próxima ao home plate. O catcher do Giants, Hank Gowdy,
soltou a máscara protetora para apanhar a bola, mas não a jogou para longe e tropeçou sobre ela, deixando cair a bola, dando assim a Ruel outra chance de rebater. No arremesso seguinte, Ruel rebateu uma dupla e então anotou a corrida vencedora quando Earl McNeely rebateu bola rasteira que saltou novamente sobre a cabeça de Lindstrom. Foi a única World Series vencida pela franquia durante seus 60 anos de permanência em Washington.

## Construindo uma tradição de vitórias
O Senators foram campeões da American League novamente em 1925 mas perdeu a World Series do mesmo ano para o Pittsburgh Pirates. Após a aposentadoria de Johnson em 1927, o Senators enfrentou algumas temporadas fracassadas até seu retorno à disputa em 1930, desta vez com Johnson como treinador. Mas quando o Senators terminou em terceiro em 1931 e 1932, atrás dos poderosos Philadelphia e New York, Griffith despediu Johnson, vítima das altas expectativas.
Para a contratação de um novo treinador em 1933, Griffith voltou com a fórmula que funcionou em 1924, e o shortstop de 26 anos Joe Cronin se tornou jogador-treinador. A mudança funcionou, com o Washington conseguindo um cartel de 99–53 e a flâmula sete jogos à frente do Yankees. Mas o Senators perdeu a World Series de 1933 para o Giants em cinco jogos.

## De volta a segunda divisão
O Senators terminaram em sétimo em 1934. Om público também caiu e depois da temporada Griffith negociou Cronin com os Red Sox pelo shortstop Lyn Lary e $225.000 em dinheiro (embora Cronin fosse casado com a sobrinha de Griffith, Mildred). Apesar do retorno de Harris como treinador em 1935–42 e 1950–54, Washington permaneceu a maioria do tempo como um time perdedor pelos próximos 25 anos, lutando pela flâmula apenas em 1943 e 1945.
No outono de 1953, o St. Louis Browns foi comprado do controverso empresário Bill Veeck e se mudaram quarenta milhas à nordeste de Washington para a cidade portuária de Chesapeake Bay. Na primavera de 1954, os Browns se mudaram para um renovado e modernizado  Memorial Stadium no local onde ficava o estádio do antigo time de futebol substituindo o time de nível "Triple A" "Orioles" (algumas vezes chamado de "Birds") da International League onde foram campeões na década de 1910. A competição adicional na mesma liga pelos fãs de beisebol de Maryland e da Virginia foi adicionada à esta briga em torno da capital do país pelo resto da década de 1950, já que o novo "Baltimore Orioles" criou visibilidade rapidamente com boas negociações durante o resto da década, finalmente se tornando competidores de verdade por volta de 1960. Eles continuaram como uma das equipes mais dominantes no beisebol profissional nas próximas duas décadas, dominando até mesmo a terceira franquia do Senators em 1961-1971.
O Senators também foi alvo de muitas piadas contadas na América durante os anos 1950, com a estreia na Broadway em 1955 em Nova Iorque da peça musical chamada "Damn Yankees!" (baseada na lenda de Fausto e mais tarde filme de 1958), que contava a estória de um velho fã de D.C. que vendeu sua alma ao Diabo para transformar o time, tornando-se um jovem e poderoso jogador do Senators (interpretado na versão do filme pelo ator Tab Hunter) que liderava o time na busca pelo título contra os Yankees.
Em 1954, o olheiro do Senators Ossie Bluege assinou com o jovem Harmon Killebrew de 17 anos. Devido ao seu contrato de $30.000, uma enorme quantia de dinheiro na época, as regras do beisebol exigiam que Killebrew ficasse durante toda a temporada de 1954 com o Senators. Killebrew ficou entre o Senators e times das ligas menores ainda por alguns anos. Se tornou o terceira base titular do Senators em 1959, liderando a liga com 42 home runs e sendo convocado pela American League para o All-Star Game de 1959. Durante os anos 1950, se tornou o líder do Senators, proporcionando emoção frequente nos últimos anos do velho Griffith Stadium.

## Olhando para o Oeste
Clark Griffith morreu em 1955 e seu sobrinho e filho adotivo Calvin chegou à presidência do clube. Ele vendeu o Griffith Stadium para a cidade de Washington e a alugou de volta, levando à especulação de que a equipe planejava se mudar, assim como os Braves, os Browns e os Athletics tinham feito no início dos anos 1950, e os Giants e os  Dodgers fariam mais tarde na mesma década. Após um flerte inicial com o time da "Triple A" da Pacific Coast League de São Francisco, o San Francisco Seals, por volta de 1957, Griffith cortejava o Minneapolis–St. Paul no Norte de  Minnesota, em um prolongado processo que resultou em sua negativa da primeira oferta das Twin Cities antes de concordar em se realocar. A American League se opôs a mudança à princípio mas em 1960 o acordo foi feito. O Senators se mudaram e foram substituídos com uma expansão, pelo time do mesmo nome, o Senators em 1961. (Este Senators se tornaria o Texas Rangers em 1971). O velho Washington Senators se tornou o novo Minnesota Twins.

## O Washington Senators na cultura popular
As muitas batalhas competitivas do time por tantos anos viraram ficção no livro "The Year the Yankees Lost the Pennant", que se tornaria a lendária peça musical da Broadway e o filme "Damn Yankees!" (estrelado por Tab Hunter). O roteiro se centrava em Joe Boyd, um corredor de imóveis de meia idade e um dos fãs sofredores do Washington Senators. Neste musical (comédia-drama) baseado na lenda de Fausto, Boyd vende sua alma ao Diabo e torna o rebatedor Joe Hardy. Suas proezas ao bastão ajudam o Senators a vencer a flâmula da American League contra o, então invencível, Yankees. Um das canções deste musical, "You Gotta Have Heart", é frequentemente tocada em jogos de beisebol.
O Washington Senators são mencionados diversas vezes no livro de Tom Clancy "Without Remorse."